# Classe T (sommergibile Regno Unito)
I sommergibili classe T o Triton della Royal Navy britannica sono stati una classe di 53 unità progettate negli anni trenta per rimpiazzare le precedenti classi O, P e R. Costruiti subito prima e durante la seconda guerra mondiale, ebbero un ruolo importante nella flotta subacquea britannica. Quattro unità in servizio con la Koninklijke Marine erano conosciute come classe Zwaardfisch.
Dopo la fine del conflitto, le prime unità della classe vennero demolite e le restanti convertite in mezzi antisommergibile per contrastare la crescente minaccia sottomarina sovietica. L'ultima unità, il Tiptoe, venne ritirata dal servizio attivo nel 1969, ma il sommergibile Tabard venne mantenuto come nave addestramento fino al 1974. Il Truncheon, ultima unità sopravvissuta della classe, in servizio con la marina militare israeliana con il nome di INS Dolphin, venne demolito nel 1977.

## Unità della classe T

### Group One
- HMS Triton (N15), affondato nel Mare Adriatico il 18 dicembre 1940
- HMS Thetis (N25), affondato durante le prove in mare,  recuperato e riallestito come HMS Thunderbolt (N25); affondato dalla corvetta italiana  Cicogna nello Stretto di Messina il 14 marzo 1943
- HMS Tribune (N76)
- HMS Trident (N52)
- HMS Triumph (N18), affondato da mine italiane il 14 gennaio 1942
- HMS Taku (N38)
- HMS Tarpon (N17), affondato dal dragamine tedesco M-6 il 14 aprile 1940
- HMS Thistle (N24), silurato dal sommergibile tedesco U-4 il 10 aprile 1940
- HMS Tigris (N63), affondato dalla nave tedesca UJ-2210 il 27 febbraio 1943
- HMS Triad (N53), affondato dal sommergibile italiano Enrico Toti nel Golfo di Taranto il 15 ottobre 1940
- HMS Truant (N68)
- HMS Tuna (N94)
- HMS Talisman (N78), affondato da mine italiane il 17 settembre 1942
- HMS Tetrarch (N77), affondato da mine italiane il 2 novembre 1941
- HMS Torbay (N79)

### Group Two
- HMS Tempest (N86), affondato dalla torpediniera italiana Circe il 13 febbraio 1942
- HMS Thorn, affondato dalla torpediniera italiana Pegaso il 6 agosto 1942
- HMS Thrasher (N37)
- HMS Traveller (N48),  affondato da mine italiane il 12 dicembre 1942
- HMS Trooper (N91), affondato da mine tedesche il 14 ottobre 1943
- HMS Trusty (N45)
- HMS Turbulent (N98), affondato da una torpediniera italiana o da mine nel marzo del 1943[1]

### Group Three
- HMS P311, affondato da mine italiane prima che gli venisse ufficialmente assegnato il nome Tutankhamen
- HMS Trespasser (P312)
- HMS Taurus (P399), ceduto ai Paesi Bassi nel 1948 e ribattezzato Hr.Ms Dolfijn
- HMS Tactician (P314)
- HMS Truculent (P315), affondato per una collisione il 12 gennaio 1950
- HMS Templar (P316)
- HMS Tally-Ho (P317)
- HMS Tantalus (P318)
- HMS Tantivy (P319)
- HMS Telemachus (P321)
- HMS Talent (P322), ceduto ai Paesi Bassi nel 1943 e ribattezzato Hr.Ms Zwaardvisch
- HMS Terrapin (P323)
- HMS Thorough (P324)
- HMS Thule (P325)
- HMS Tudor (P326)
- HMS Tireless (P327)
- HMS Token (P328)
- HMS Tradewind (P329)
- HMS Trenchant (P331)
- HMS Tiptoe (P332)
- HMS Trump (P333)
- HMS Taciturn (P314)
- HMS Tapir (P335), ceduto ai Paesi Bassi nel 1948 e ribattezzato Hr.Ms Zeehond 2
- HMS Tarn (P336), ceduto ai Paesi Bassi nel 1945 e ribattezzato Hr.Ms. Tijgerhaai
- HMS Talent (P337)
- HMS Teredo (P338)

Altri 14 sottomarini furono impostati ma solo 5 vennero completati:
- HMS Tabard (P342)
- HMS Totem (P352), affondato nel 1968 in un incidente durante il trasferimento alla marina israeliana come INS Dakar
- HMS Truncheon (P353), ceduto alla marina israeliana nel 1968 come INS Dolphin[2]
- HMS Turpin (P354), ceduto nel 1965 alla marina israeliana come INS Leviathan
- HMS Thermopylae (P355)

Altri 9 vennero ordinati ma la loro costruzione venne cancellata il 29 ottobre 1945 a seguito della cessazione delle ostilità:
- HMS Thor (P349)[3]
- HMS Tiara (P351)
- HMS Theban (P341)
- HMS Talent (P343)
- HMS Threat (P344)
- altri quattro senza nome (P345, P346, P347 e P348).